# Northleach
Northleach – miasto w Anglii, w hrabstwie Gloucestershire, w dystrykcie Cotswold. Leży 29 km na wschód od miasta Gloucester i 124 km na zachód od Londynu. W 2001 roku miasto liczyło 1923 mieszkańców.